# Karl Menning

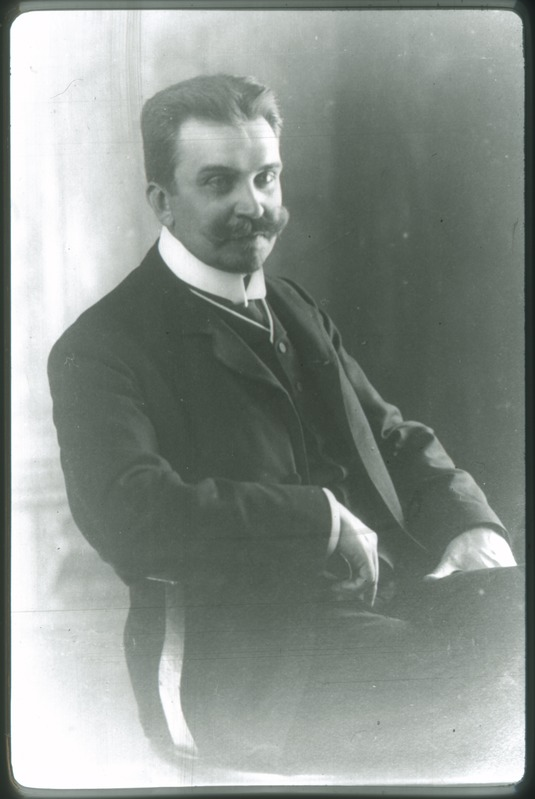
Karl Menning, ca. 1914.

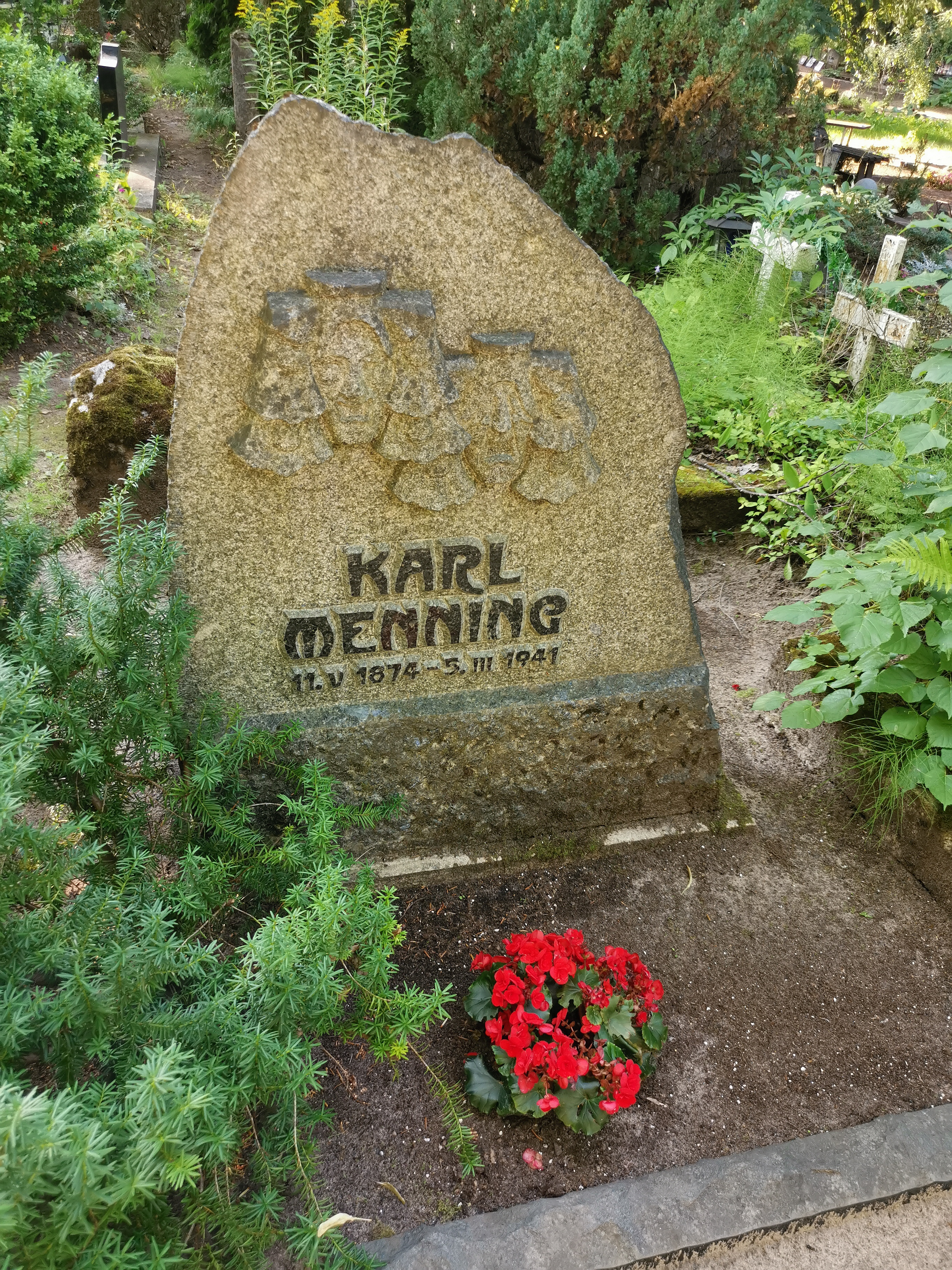
Grab auf dem Friedhof Tartu (Raadi kalmistu)

Karl Menning (* 29. Apriljul. / 11. Mai 1874greg. in Tartu; † 5. März 1941 ebenda) war ein estnischer Theaterregisseur und Diplomat. Er war von 1921 bis 1933 Gesandter der Republik Estland in Berlin.

## Theater
Karl Menning besuchte das renommierte Alexander-Gymnasium in Dorpat. Ab 1893 studierte er an der Kaiserlichen Universität Dorpat, zunächst Geschichte und Sprachen. 1902 legte er sein Examen an der Theologischen Fakultät der Universität ab. Bis 1904 war er als Hilfslehrer tätig. Anschließend entschied sich Karl Menning für eine künstlerische Laufbahn. Von 1904 bis 1906 studierte er Regie bei Max Reinhardt in Berlin. Danach kehrte er nach Estland zurück.
Er wurde dort erster Leiter und Regisseur des neu gegründeten Theaters Vanemuine in Tartu. Menning gilt als einer der Begründer des professionellen Theaterwesens in Estland und Livland. Eng arbeitete er mit den führenden estnischen Schauspielern und Schriftstellern seiner Zeit (z. B. August Kitzberg, Oskar Luts) zusammen. 1914 verließ er das Theater nach starker Kritik an seiner Arbeit aus der estnischen Kunstszene. Bis 1918 war er in Tallinn als Musik- und Theaterkritiker bei der Zeitung Päevaleht beschäftigt.

## Diplomatie
Mit der staatlichen Unabhängigkeit Estlands ging Menning 1918 in die Diplomatie. 1918 wurde er in diplomatischem Auftrag nach Kopenhagen (1918/19) und Stockholm (1919/20) entsandt. 1920/21 war er estnischer Vertreter in den skandinavischen Staaten mit Dienstsitz in Stockholm.
1921 wurde er von der estnischen Regierung als Geschäftsträger und Generalkonsul für Deutschland, Österreich, Ungarn und die Tschechoslowakei mit Sitz in Berlin berufen. Er folgte in diesem Amt dem estnischen Schriftsteller Eduard Vilde nach. Vom 29. August 1923 bis 1933 war Menning Gesandter der Republik Estland in Deutschland und zusätzlich Chargé d’affaires bzw. Gesandter in den oben genannten Ländern sowie in der Schweiz.
Von 1933 bis 1937 war Menning estnischer Gesandter in Lettland. Anschließend kehrte er ins estnische Außenministerium zurück. Im Frühjahr 1939 wurde er pensioniert und starb zwei Jahre später in Tartu. Im August 2006 wurde zu seinen Ehren eine Skulptur der Künstlerin Mare Mikoff vor dem Theater Vanemuine in Tartu eingeweiht.

## Privatleben
Karl Menning lebte mit Irmgard von Voigtländer zusammen, die er in der Regieklasse von Max Reinhardt kennengelernt hatte. Das Paar hatte drei Söhne.